# Wiktor Hoechsmann
Wiktor Hoechsmann (17 de julho de 1894 — 29 de junho de 1977) foi um ciclista polonês que participava em competições de ciclismo de estrada.
Representou as cores de seu país, Polônia, competindo na prova de estrada (individual e por equipes) nos Jogos Olímpicos de Verão de 1924 em Paris.